# Championnats d'Europe de natation en petit bassin 2010
Navigation
Édition 2009 Édition 2011
La 18e édition des Championnats d'Europe de natation en petit bassin, organisés par la Ligue européenne de natation, se déroulent à Eindhoven aux Pays-Bas, du 25 au 28 novembre 2010.

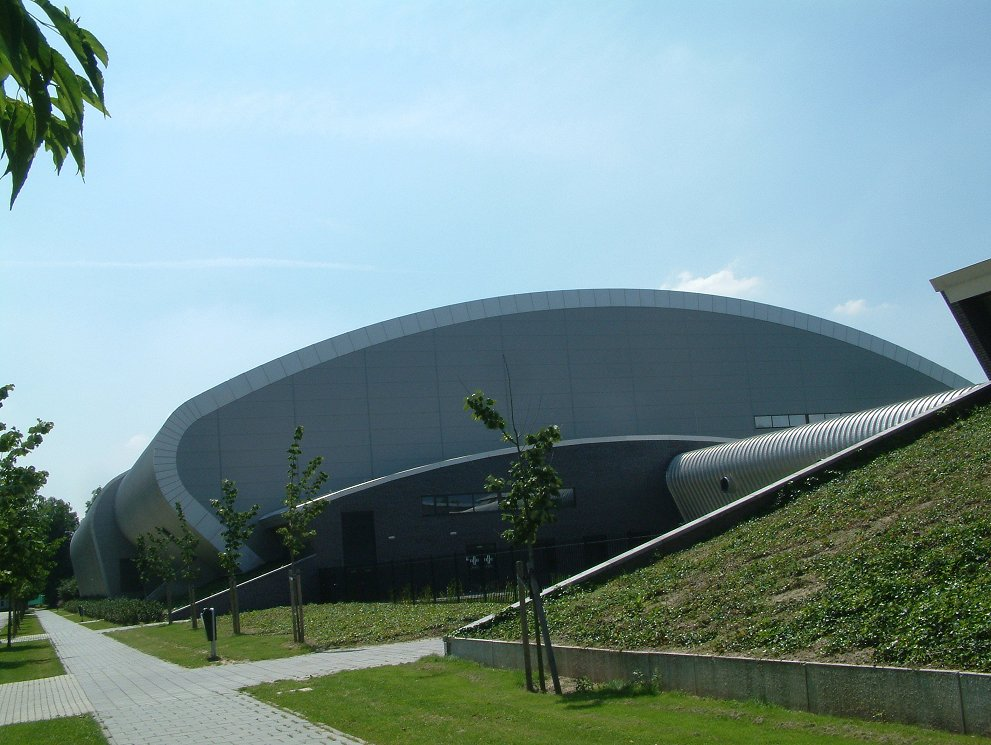
Le Pieter van den Hoogenband Zwemstadion.

## Tableau des médailles
| Rang  | Nation    | Or | Argent | Bronze | Total |
| ----- | --------- | -- | ------ | ------ | ----- |
| 1     | Allemagne | 10 | 8      | 4      | 22    |
| 2     | Pays-Bas  | 9  | 8      | 5      | 22    |
| 3     | Hongrie   | 6  | 1      | 2      | 9     |
| 4     | Russie    | 5  | 2      | 8      | 15    |
| 5     | Italie    | 4  | 7      | 7      | 18    |
| 6     | Ukraine   | 1  | 2      | 2      | 5     |
| 6     | Espagne   | 1  | 2      | 2      | 5     |
| 8     | Autriche  | 1  | 0      | 1      | 2     |
| 9     | Croatie   | 1  | 0      | 0      | 1     |
| 10    | Slovénie  | 0  | 3      | 1      | 4     |
| 11    | Norvège   | 0  | 2      | 0      | 2     |
| 12    | France    | 0  | 1      | 2      | 3     |
| 13    | Belgique  | 0  | 1      | 0      | 1     |
| 13    | Lituanie  | 0  | 1      | 0      | 1     |
| 15    | Irlande   | 0  | 0      | 2      | 2     |
| 16    | Estonie   | 0  | 0      | 1      | 1     |
| 16    | Finlande  | 0  | 0      | 1      | 1     |
| 16    | Tchéquie  | 0  | 0      | 1      | 1     |
| Total | Total     | 38 | 38     | 39     | 115   |

- Deux médailles de bronze ont été décernées pour le 50 m brasse hommes.

## Records battus ou égalés

### Records d'Europe
| Date             | Épreuve         | Nouveau détenteur | Nouveau temps | Ancien détenteur | Ancien temps | Date             |
| 26 novembre 2010 | 50 mètres dos H | Stanislav Donets  | 22 s 74       | Stanislav Donets | 22 s 76      | 11 décembre 2009 |

## Podiums

### Hommes
| Nage libre          |                                                                                       |                                                                                            |                                                                                     |
| 50 m                | Steffen Deibler (GER) 20 s 98                                                         | Marco Orsi (ITA) 21 s 17                                                                   | Andriy Govorov (UKR) 21 s 32                                                        |
| 100 m               | Danila Izotov (RUS) 46 s 56                                                           | Evgeny Lagunov (RUS) 46 s 60                                                               | Luca Dotto (ITA) 47 s 09                                                            |
| 200 m               | Danila Izotov (RUS) 1 min 41 s 84                                                     | Paul Biedermann (GER) 1 min 42 s 94                                                        | Evgeny Lagunov (RUS) 1 min 44 s 11                                                  |
| 400 m               | Paul Biedermann (GER) 3 min 39 s 51                                                   | Federico Colbertaldo (ITA) 3 min 41 s 70                                                   | Alexander Selin (RUS) 3 min 43 s 70                                                 |
| 1 500 m             | Federico Colbertaldo (ITA) 14 min 35 s 36                                             | Sergiy Frolov (UKR) 14 min 42 s 01                                                         | Job Kienhuis (NED) 14 min 42 s 39                                                   |
| Papillon            |                                                                                       |                                                                                            |                                                                                     |
| 50 m                | Steffen Deibler (GER) 22 s 34                                                         | Andriy Govorov (UKR) 22 s 74                                                               | Joeri Verlinden (NED) 23 s 23                                                       |
| 100 m               | Steffen Deibler (GER) 49 s 95                                                         | Joeri Verlinden (NED) 50 s 52                                                              | Peter Mankoč (SVN) 50 s 92                                                          |
| 200 m               | Dinko Jukić (AUT) 1 min 53 s 35                                                       | Tim Wallburger (GER) 1 min 53 s 71                                                         | Bence Biczó (HUN) 1 min 53 s 75                                                     |
| Dos                 |                                                                                       |                                                                                            |                                                                                     |
| 50 m                | Stanislav Donets (RUS) 22 s 74 (RE)                                                   | Vitaly Borisov (RUS) 23 s 72                                                               | Nick Driebergen (NED) 23 s 73                                                       |
| 100 m               | Stanislav Donets (RUS) 49 s 35                                                        | Damiano Lestingi (ITA) 51 s 46                                                             | Artem Dubovskoy (RUS) 51 s 90                                                       |
| 200 m               | Yannick Lebherz (GER) 1 min 51 s 74                                                   | Damiano Lestingi (ITA) 1 min 51 s 84                                                       | Artem Dubovskoy (RUS) 1 min 52 s 72                                                 |
| Brasse              |                                                                                       |                                                                                            |                                                                                     |
| 50 m                | Robin van Aggele (NED) 26 s 44                                                        | Aleksander Hetland (NOR) 26 s 56                                                           | Fabio Scozzoli (ITA) Hendrik Feldwehr (GER) 26 s 68                                 |
| 100 m               | Fabio Scozzoli (ITA) 57 s 78                                                          | Hendrik Feldwehr (GER) 58 s 09                                                             | Robin van Aggele (NED) 58 s 68                                                      |
| 200 m               | Marco Koch (GER) 2 min 04 s 86                                                        | M. Álvarez Caraballo (ESP) 2 min 05 s 41                                                   | Anton Lobanov (RUS) 2 min 06 s 71                                                   |
| 4 nages             |                                                                                       |                                                                                            |                                                                                     |
| 100 m               | Markus Deibler (GER) 52 s 13                                                          | Peter Mankoč (SVN) 52 s 87                                                                 | Alan Cabello Forns (ESP) 53 s 24                                                    |
| 200 m               | Markus Deibler (GER) 1 min 53 s 25                                                    | Vytautas Janušaitis (LTU) 1 min 54 s 07                                                    | Dinko Jukić (AUT) 1 min 54 s 93                                                     |
| 400 m               | Dávid Verrasztó (HUN) 4 min 03 s 06                                                   | Yannick Lebherz (GER) 4 min 05 s 08                                                        | Federico Turrini (ITA) 4 min 05 s 24                                                |
| Relais              |                                                                                       |                                                                                            |                                                                                     |
| 4 × 50 m nage libre | Italie Luca Dotto Lucio Spadaro Filippo Magnini Marco Orsi 1 min 25 s 16              | Allemagne Steffen Deibler Markus Deibler Stefan Herbst Christoph Fildebrandt 1 min 25 s 19 | Russie Danila Izotov Evgeny Lagunov Vitaly Syrnikov Vladimir Bryukhov 1 min 25 s 81 |
| 4 × 50 m 4 nages    | Allemagne Stefan Herbst Hendrik Feldwehr Steffen Deibler Markus Deibler 1 min 33 s 40 | Italie Mirco Di Tora Fabio Scozzoli Paolo Facchinelli Marco Orsi 1 min 33 s 83             | Russie Stanislav Donets Sergey Geybel Nikolay Skvortsov Danila Izotov 1 min 34 s 25 |

### Femmes
| Nage libre          |                                                                                            |                                                                                       |                                                                                              |
| 50 m                | Ranomi Kromowidjojo (NED) 23 s 58                                                          | Hinkelien Schreuder (NED) 23 s 90                                                     | Britta Steffen (GER) 23 s 95                                                                 |
| 100 m               | Ranomi Kromowidjojo (NED) 51 s 44                                                          | Femke Heemskerk (NED) 52 s 02                                                         | Britta Steffen (GER) 52 s 92                                                                 |
| 200 m               | Femke Heemskerk (NED) 1 min 52 s 62                                                        | Silke Lippok (GER) 1 min 53 s 96                                                      | Evelyn Verrasztó (HUN) 1 min 54 s 39                                                         |
| 400 m               | Ágnes Mutina (HUN) 4 min 01 s 25                                                           | Melanie Costa Schmid (ESP) 4 min 02 s 26                                              | Grainne Murphy (IRL) 4 min 02 s 86                                                           |
| 800 m               | Federica Pellegrini (ITA) 8 min 15 s 20                                                    | Boglárka Kapás (HUN) 8 min 18 s 56                                                    | Grainne Murphy (IRL) 8 min 19 s 45                                                           |
| Papillon            |                                                                                            |                                                                                       |                                                                                              |
| 50 m                | Inge Dekker (NED) 25 s 38                                                                  | Hinkelien Schreuder (NED) 25 s 49                                                     | Triin Aljand (EST) 25 s 90                                                                   |
| 100 m               | Inge Dekker (NED) 56 s 51                                                                  | Ingvild Snildal (NOR) 57 s 46                                                         | Caterina Giacchetti (ITA) 58 s 17                                                            |
| 200 m               | Zsuzsanna Jakabos (HUN) 2 min 05 s 58                                                      | Alessia Polieri (ITA) 2 min 06 s 18                                                   | Caterina Giacchetti (ITA) 2 min 06 s 49                                                      |
| Dos                 |                                                                                            |                                                                                       |                                                                                              |
| 50 m                | Sanja Jovanović (CRO) 27 s 10                                                              | Elena Gemo (ITA) 27 s 13                                                              | Simona Baumrtová (CZE) 27 s 30                                                               |
| 100 m               | Daryna Zevina (UKR) 57 s 57                                                                | Sharon van Rouwendaal (NED) 57 s 91                                                   | Duane Da Rocha Marce (ESP) 58 s 37                                                           |
| 200 m               | Duane Da Rocha Marce (ESP) 2 min 03 s 97                                                   | Sharon van Rouwendaal (NED) 2 min 04 s 13                                             | Daryna Zevina (UKR) 2 min 05 s 08                                                            |
| Brasse              |                                                                                            |                                                                                       |                                                                                              |
| 50 m                | Dorothea Brandt (GER) 30 s 40                                                              | Moniek Nijhuis (NED) 30 s 45                                                          | Valentina Artemyeva (RUS) 30 s 55                                                            |
| 100 m               | Moniek Nijhuis (NED) 1 min 06 s 20                                                         | Sophie de Ronchi (FRA) 1 min 06 s 21                                                  | Tessa Brouwer (NED) 1 min 06 s 65                                                            |
| 200 m               | Anastasia Chaun (RUS) 2 min 22 s 68                                                        | Tanja Šmid (SVN) 2 min 22 s 88                                                        | Chiara Boggiatto (ITA) 2 min 24 s 52                                                         |
| 4 nages             |                                                                                            |                                                                                       |                                                                                              |
| 100 m               | Evelyn Verrasztó (HUN) 59 s 53                                                             | Hinkelien Schreuder (NED) 59 s 57                                                     | Theresa Michalak (GER) 59 s 85                                                               |
| 200 m               | Evelyn Verrasztó (HUN) 2 min 07 s 06                                                       | Kimberly Buys (BEL) 2 min 10 s 14                                                     | Lara Grangeon (FRA) 2 min 10 s 22                                                            |
| 400 m               | Zsuzsanna Jakabos (HUN) 4 min 29 s 78                                                      | Anja Klinar (SVN) 4 min 30 s 83                                                       | Lara Grangeon (FRA) 4 min 30 s 93                                                            |
| Relais              |                                                                                            |                                                                                       |                                                                                              |
| 4 × 50 m nage libre | Pays-Bas Inge Dekker Femke Heemskerk Hinkelien Schreuder Ranomi Kromowidjojo 1 min 34 s 34 | Allemagne Dorothea Brandt Britta Steffen Lisa Vitting Daniela Schreiber 1 min 36 s 83 | Finlande Marlene Niemi Emilia Pikkarainen Lotta Nevalainen Hanna-Maria Seppälä 1 min 39 s 02 |
| 4 × 50 m 4 nages    | Pays-Bas Hinkelien Schreuder Moniek Nijhuis Inge Dekker Ranomi Kromowidjojo 1 min 44 s 98  | Allemagne Jenny Mensing Dorothea Brandt Lisa Vitting Britta Steffen 1 min 47 s 70     | Italie Laura Letrari Lisa Fissneider Elena Gemo Federica Pellegrini 1 min 49 s 56            |

RC : record des championnats, RE : record d'Europe, RM : record du monde